# Marie-Laure Giraudon
Pour les articles homonymes, voir Giraudon.
Marie-Laure Giraudon est une nageuse française née le 27 août 1972 à Clermont-Ferrand, spécialisée en nage libre.
Elle est membre de l'équipe de France aux Jeux olympiques d'été de 1992, prenant part au relais 4x100 mètres nage libre.
Elle a été championne de France de natation sur 200 mètres nage libre à deux reprises (été 1991, hiver 1994).